# Murtersko more
Murtersko more – akwen położony w centralnej części Morza Adriatyckiego, u wybrzeży Chorwacji. Jego powierzchnia wynosi 210 km², a maksymalna głębokość to 94 m. Po północno-wschodniej stronie akwenu leży wyspa Murter, od północnego zachodu, południowego zachodu i południa otaczają je wyspy archipelagu Kornati, a po jego południowo-wschodniej stronie znajdują się wyspy Žirje, Kakan i Kaprije. W południowo-wschodniej części akwenu leży archipelag Tetovišnjaci, złożony z pięciu wysp i jednej skały. Na terenie akwenu występują silne wiatry oraz prądy morskie.
Na terenie akwenu zabroniona jest żegluga statków towarowych o wyporności powyżej 500 GT oraz statków towarowych przewożących materiały niebezpieczne, a także statków towarowych, które nie zostały odgazowane.